# Marián Kuřeja
Marián Kuřeja (30 de julio de 1980) es un deportista eslovaco que compitió en atletismo adaptado. Ganó dos medallas en los Juegos Paralímpicos de Verano, bronce en Río de Janeiro 2016 y bronce en Tokio 2020.

## Palmarés internacional
| Juegos Paralímpicos | Juegos Paralímpicos     | Juegos Paralímpicos | Juegos Paralímpicos |
| Año                 | Lugar                   | Medalla             | Prueba              |
| ------------------- | ----------------------- | ------------------- | ------------------- |
| 2016                | Río de Janeiro (Brasil) | Medalla de bronce   | Maza F51            |
| 2020                | Tokio (Japón)           | Medalla de bronce   | Maza F51            |